# Hydrelia albogilvaria
Hydrelia albogilvaria är en fjärilsart som beskrevs av Morrison 1874. Hydrelia albogilvaria ingår i släktet Hydrelia och familjen mätare. Inga underarter finns listade i Catalogue of Life.